# 16947 Wikrent
A 16947 Wikrent (ideiglenes jelöléssel 1998 HN80) a Naprendszer kisbolygóövében található aszteroida. A LINEAR projekt keretében fedezték fel 1998. április 21-én.